# Astragalus hymenocystis
Astragalus hymenocystis es una especie de planta del género Astragalus, de la familia de las leguminosas, orden Fabales.

## Distribución
Astragalus hymenocystis se distribuye por Turquía e Irán.

## Taxonomía
Fue descrita científicamente por Fischer & C. A. Meyer. Fue publicada en Bull. Soc. Imp. Naturalistes Moscou 26(2): 449 (1853).